# Einsatzbefehl (Feuerwehr)
Der Befehl ist bei der Feuerwehr die Anordnung eines Einheitsführers oder Einsatzleiters an die Einsatzkräfte, Maßnahmen zur Gefahrenabwehr und zur Schadensbegrenzung auszuführen. Als Teil des Führungsvorgangs wird durch den Befehl der Entschluss in die Tat umgesetzt. Befehle werden mit dem Anspruch auf Gehorsam erteilt. Die Befehlsgebung erfordert ein hohes Maß an Verantwortung und fachlicher Kompetenz von der Führungskraft. Für deutsche Feuerwehren ist der Befehl einheitlich in der Feuerwehr-Dienstvorschrift (FwDV) 100 beschrieben.
Wie der militärische Befehl ist auch bei der Feuerwehr der Befehl an keine besondere Form gebunden. Beispielsweise werden Marschbefehle auch bei der Feuerwehr meist schriftlich erteilt. Weiterhin werden von der FwDV 1 eine Reihe von Handzeichen definiert, die zur Befehlsgebung genutzt werden können. Entscheidend ist, dass der Befehl den Willen der befehlsgebenden Führungskraft unmissverständlich und eindringlich zum Ausdruck bringt. Dies zeigt sich auch in den folgenden Beispielen.

## Befehlsschema

### Einsatz ohne Bereitstellung
Das bei der Feuerwehr am häufigsten verwendete Befehlsschema ist ebenfalls in der FwDV 100 (und zusätzlich in der FwDV 3) beschrieben. Bei Löscheinsätzen wird der Befehl mit einer kurzen Lageschilderung, den Informationen zur Wasserentnahmestelle und zur Lage des Verteilers eingeleitet. Danach beginnt der eigentliche Befehl, der aus folgenden Teilen bestehen soll:
- der angesprochenen Einheit,
- dem Auftrag,
- den zu verwendenden Mitteln,
- dem Zielort der Einheit und
- dem zu benutzenden Weg.

Mit dem Kommando vor! wird die Wortfolge des Befehls abgeschlossen. Um sicherzustellen, dass der Befehl korrekt verstanden wurde, wiederholt die angesprochene Einsatzkraft den Befehl.
Beispiele
| Schema                               | Vollständiger Befehl                                                               | Verkürzter Befehl                                     |
| ------------------------------------ | ---------------------------------------------------------------------------------- | ----------------------------------------------------- |
| Einheit Auftrag Mittel Ziel Weg vor! | Angriffstrupp zur Brandbekämpfung mit Schaumstrahlrohr zum Pkw über die Wiese vor! | Wassertrupp zur Unterstützung des Angriffstrupps vor! |

### Einsatz mit Bereitstellung
Der Einsatz mit Bereitstellung wird laut FwDV 3 durchgeführt, wenn der Einheitsführer nach dem Eintreffen an der Einsatzstelle die Lage zunächst nur so weit feststellen kann, dass er zwar die Wasserentnahmestelle und die Lage des Verteilers, aber noch nicht den Einsatzauftrag, die Einsatzmittel, das Einsatzziel oder den Einsatzweg bestimmen kann.
Der Befehl für einen Einsatz mit Bereitstellung enthält:
- Wasserentnahmestelle
- Lage des Verteilers

Er schließt mit dem Kommando: „Zum Einsatz fertig“!
Während die Mannschaft nun die geforderte Löschwasserversorgung aufbaut, setzt der Einheitsführer simultan die Lagefeststellung und die Planung fort. Das Resultat ist eine wichtige Zeitersparnis. Im Anschluss erfolgt ein weiterer, detaillierterer Befehl an die Mannschaft.

## Auftragstaktik
Der Auftrag an die Einheit ist das Kernstück des Befehls. Wird die Führungskonzeption der Auftragstaktik verfolgt, kann sich der Befehl auf den Auftrag beschränken und zumindest eine gewisse Handlungsfreiheit bezüglich der Mittel, des Zieles und des Weges lassen. Somit besteht die Möglichkeit, auf neue Erkenntnisse oder Ereignisse selbstständig schnell und flexibel zu reagieren. Bei der Führungskraft und bei den Einsatzkräften wird daher ein hohes Maß an fachlichen Fähigkeiten und verantwortungsbewusster Selbstständigkeit vorausgesetzt. Je länger ein Befehl gelten soll, desto größere Selbstständigkeit muss er gewähren und desto weniger Einzelfestlegungen darf er enthalten; umso mehr treten Zweck und Gesamtabsicht in den Vordergrund. Dies gilt für alle Führungsebenen.
Allerdings gelten Befehle für größere angesprochene Einheiten tendenziell auch für längere Zeiträume. Deshalb kommt das oben genannte mündliche Befehlsschema häufig innerhalb von Gruppen zur Anwendung, die Auftragstaktik eher in Zügen oder Verbänden. Zur Führung über einen längeren Zeitraum kann es dann notwendig sein, den Befehl weiter zu ergänzen, beispielsweise durch folgende Elemente:
- Zusammenarbeit mit anderen Kräften
- Schutzmaßnahmen
- Verpflegung
- Kommunikationsverbindungen
- Befehlsstellen